# Aruküla (Koeru)
Aruküla – wieś w Estonii, w prowincji Järva, w gminie Koeru.